# Patu (arma)
Patu è un nome generico che indica le corte e caratteristiche mazze Maori della Nuova Zelanda.

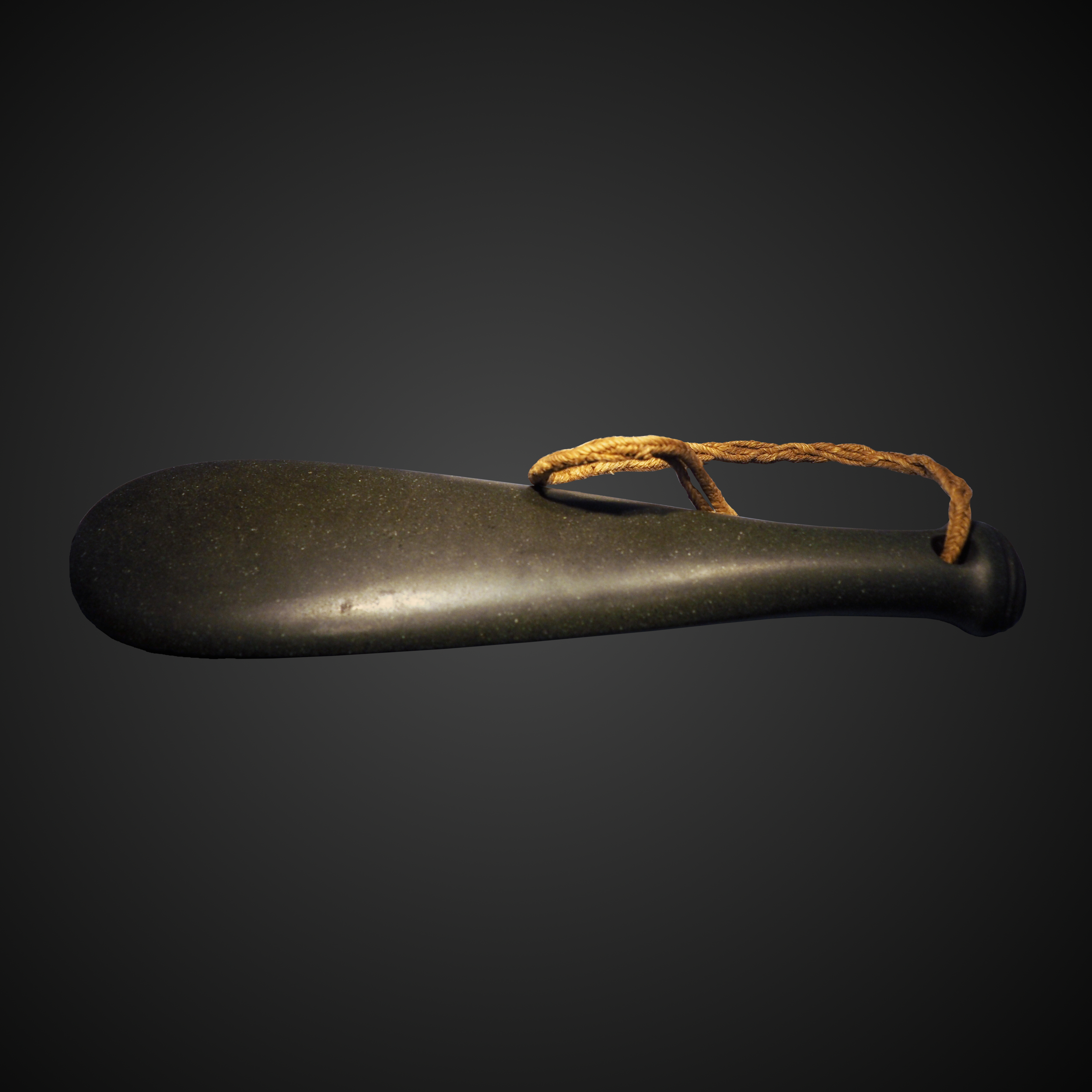
Patù di basalto raccolto da James Cook e John Webber, Historisches Museum di Berna.

## Descrizione
Queste mazze, costruite in pietra, legno, osso di balena (denominato Patu parāoa) etc. portano generalmente una decorazione ed un foro nell'impugnatura, che serviva per farvi passare una cordicella o una striscia di pelle con cui assicurare l'arma al polso o al corpo. La parola patu nella lingua māori significa colpire, battere o dominare.
Del Patu esistono alcune varianti; tra le più famose ricordiamo: Mere pounamu (prezioso simbolo di autorità, fatto di giada māori), Wahaika (che ha quasi la forma di un falcetto) e Kotiate (che ha quasi la forma di un violino).

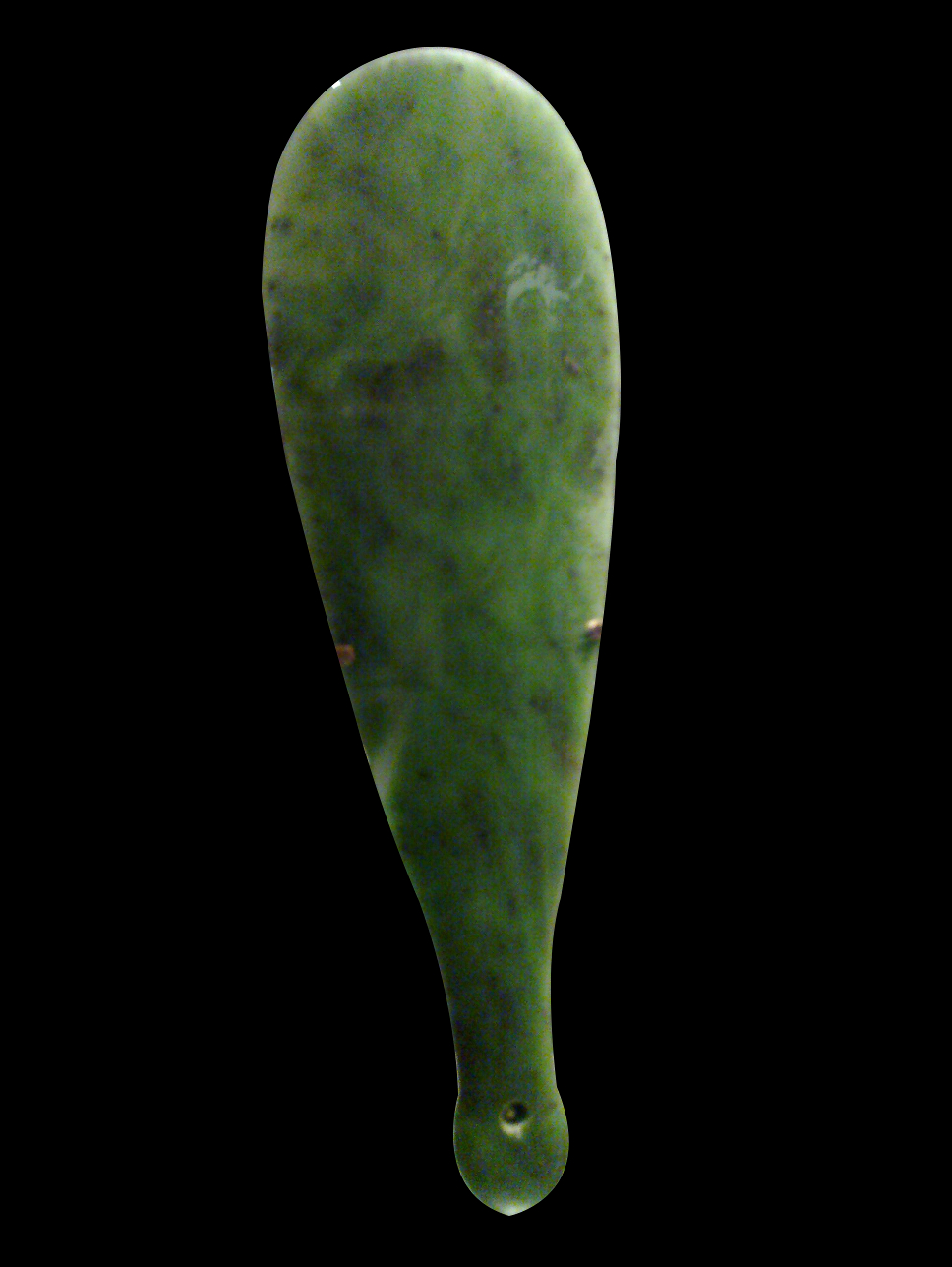
Mere pounamu

## Galleria d'immagini

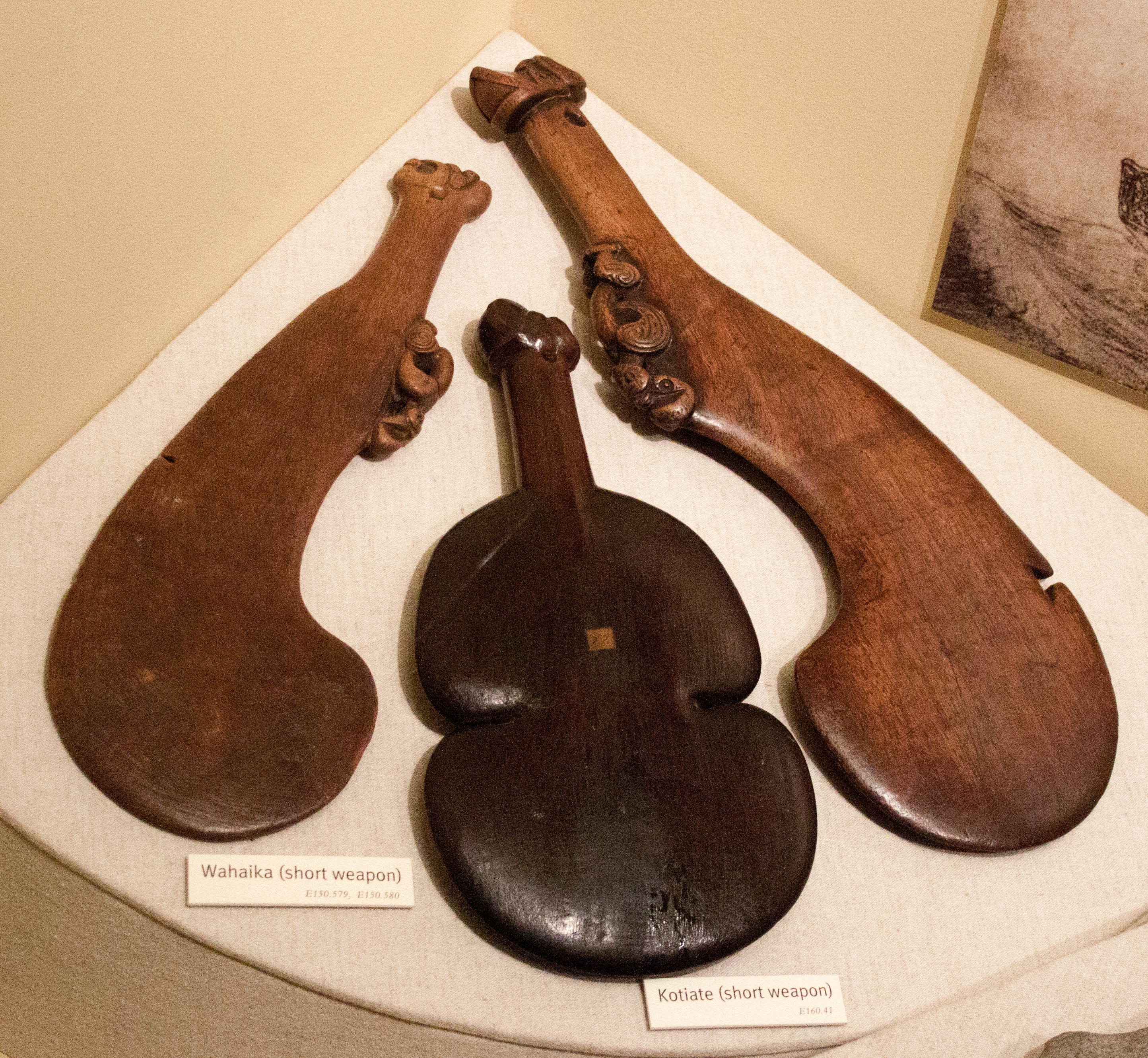
Un kotiate al centro e due wahaika lignei
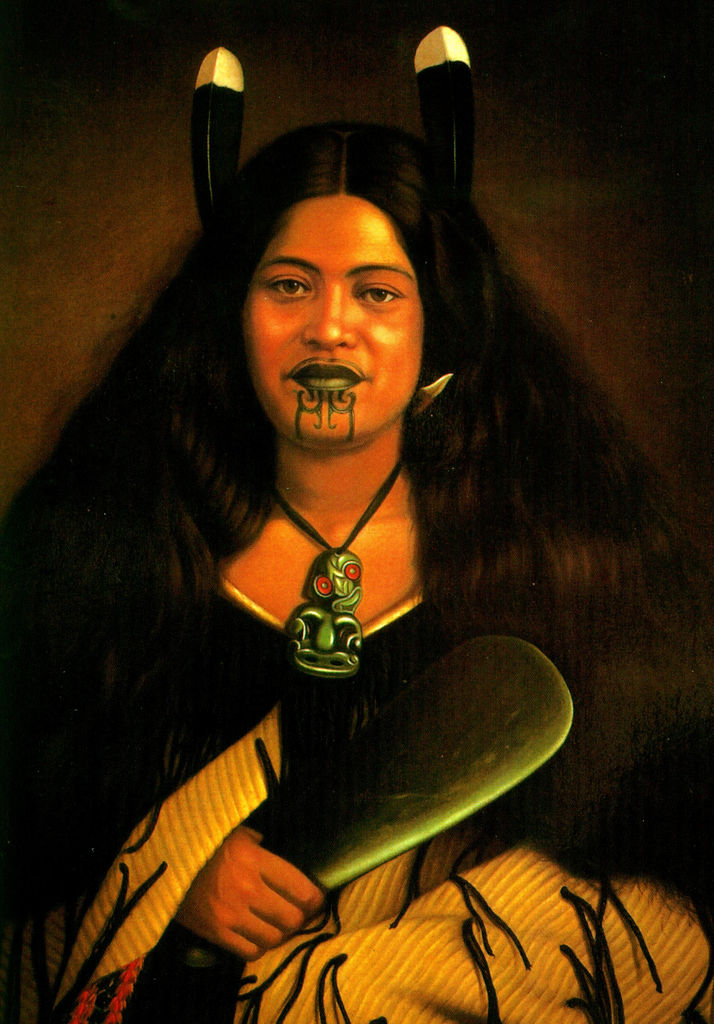
Pare Watene nel 1878, tenendo un mere
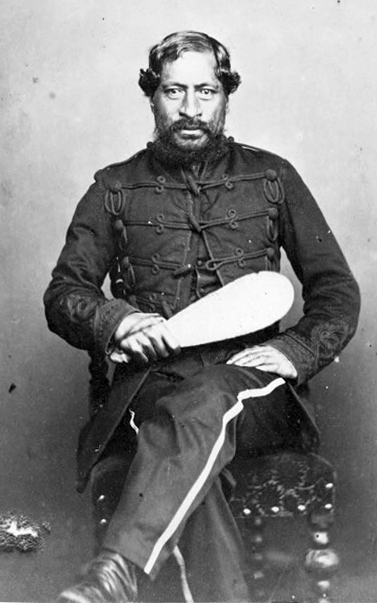
Mete Kingi Te Rangi Paetahi, circa 1869, National Library of New Zealand
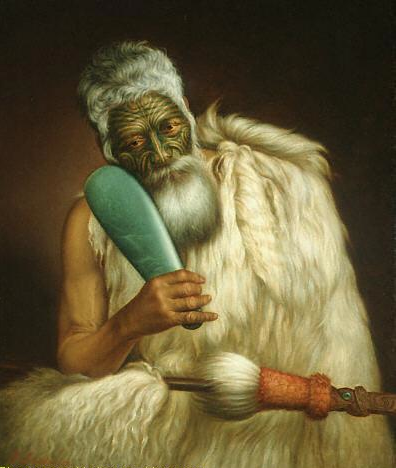
Il capo Te Āti Awa, Wiremu Kīngi, tenando un patu di giada (mere) (Gottfried Lindauer)